# Трудная мишень
«Трудная мишень» (англ. Hard Target) — американский остросюжетный боевик, снятый Джоном Ву  по сценарию Чака Пфаррера с Жан-Клодом Ван Даммом в главной роли.
«Трудная мишень» стала первым американским фильмом Ву, а также первым крупным голливудским фильмом, снятым азиатским режиссёром.

## Сюжет
Молодая девушка приезжает в Новый Орлеан, чтобы найти пропавшего отца, ветерана Вьетнама. Попросив о помощи отставного разведчика морской пехоты, а теперь безработного моряка Ченса Будро, девушка узнаёт, что её отец был городским нищим, а вскоре полиция находит его труп на сгоревшем складе. Но Ченс уверен, что это не несчастный случай, и вместе с девушкой организует собственное расследование.
Вскоре он узнаёт о некоей банде, организующей сафари для богачей, где в качестве дичи выпускают живых людей — бродяг без родственников, как правило, отставных военных, участников боевых действий. Бандитам (мистеру Фушону и его подручному Ван Клифу) не нужно, чтобы об их деятельности кто-то узнал. На Ченса и его подругу начинается беспощадная охота.

## В ролях
| Актёр              | Роль              |
| ------------------ | ----------------- |
| Жан-Клод Ван Дамм  | Ченс Будро        |
| Арнольд Вослу      | Пик Ван Клиф      |
| Лэнс Хенриксен     | Эмиль Фушон       |
| Янси Батлер        | Наташа Биндер     |
| Уилфорд Бримли     | дядюшка Дювэ      |
| Роберт Аписа       | мистер Лопаки     |
| Теодор «Тед» Рэйми | прохожий на улице |

## Прием

### Кассовые сборы
Премьера фильма состоялась в кинотеатрах 20 августа 1993 года в широком прокате по всей территории США. В первые выходные фильм занял второе место, собрав 10 106 500 долларов на деловых показах в 1,972 точках. Фильм Беглец занял первое место за эти выходные, собрав 18 148 331 доллар. Фильм заработал 4 миллиона долларов за первые выходные, заняв третье место после Беглеца и Из жизни тайных агентов. Выручка Трудной мишени упала на 50% за вторую неделю после выпуска, заработав 5 027 485 долларов. В эти выходные фильм опустился на третье место, даже с увеличением числа просмотров до 1999 кинотеатров. «Беглец» остался на первом месте, собрав 14 502 865 долларов кассовых сборов. В последнюю неделю выпуска Трудная мишень заняла далекое одиннадцатое место с доходом в 1 270 945 долларов. Именно в этот уик-энд дебютировал фильм На расстоянии удара с Брюсом Уиллисом в главной роли, заняв первое место с доходом в 8 705 808 долларов. Общий объем продаж билетов на фильм за 5-недельный тираж на внутреннем рынке превысил 32 589 677 долларов. На международном уровне фильм собрал дополнительно 41 600 000 долларов кассовых сборов, что в сумме составляет 74 189 677 долларов по всему миру. В целом за 1993 год фильм во всем мире в совокупности занял бы 23-е место по кассовым сборам.

### Критика
Трудная мишешь получила неоднозначные отзывы о своем первом выпуске, в которых хвалили боевые сцены фильма, но отмечали плохой сюжет и актерские способности Жан-Клода Ван Дамма. В телешоу с обзорами фильмов Siskel & Ebert Роджер Эберт заявил, что Трудная мишень «не очень умна и не очень оригинальна, но хорошо сделана на техническом уровне. Трюки впечатляют ... как боевик, это хорошо сделано, но это никогда не становится чем-то большим, чем грамотное действие, и я просто не могу рекомендовать его для этого». Джин Сискель также дал фильму отрицательную оценку шоу, заявив, что «Джон Ву - хороший режиссер ... Ван Дамм довольно деревянный ... Вы замечаете стиль в фильме, потому что в нем не так много содержания». Джанет Маслин из The New York Times написала, что «Ван Дамм до сих пор не избавился от привычки позировать с пустым лицом, хотя мистер Ву снимает его в самом возвеличивающем стиле, который только можно себе представить». В Variety Эмануэль Леви писал, что Трудная мишень была «быстро энергичным, иногда блестящим боевиком с Жан-Клодом Ван Даммом в главной роли. Тем не менее, из-за сценария B с плоскими, стандартными персонажами и многократного редактирования сцен насилия, чтобы получить рейтинг R, картинка не несет уникального видения, демонстрируемого в недавних фильмах Ву Наёмный убийца и Круто сваренные. Ван Дамм и репутация режиссера должны обеспечить первоначальный коммерческий толчок на пути к солидным, если не впечатляющим кассовым сборам». Дессон Томпсон из The Washington Post написал, что «когда Ван Дамм не справляется с английским языком, сценарист Чак Пфаррер наполняет рот Хенриксена злодейскими псевдоглупостями. Даже в таком второсортном боевике, как этот, и несмотря на то, что Хенриксен похвальные усилия, их больно слушать ... Творческое присутствие Ву практически подавлено. Есть некоторые вспышки его безумно дикого стиля - здесь замедленный момент, там хорошо подобранный стоп-кадр. Он также представляет американского ему нравятся уникальные мотоциклетные трюки и очень-очень громкие автомобильные взрывы. Но эти Wooisms разочаровывающе минимальны. Лэнс Хенриксен получил премию Сатурн за лучшую мужскую роль второго плана за роль Эмиля Фушона в фильме. Зрители, опрошенные CinemaScore, поставили фильму среднюю оценку «B» по шкале от A + до F. На Rotten Tomatoes фильм имеет рейтинг 60% из 40 обзоров и средний рейтинг 5,5/10. Консенсус резюмирует: «Трудная мишень получает импульс от стильного направления Джона Ву, но в глубине души это все еще глупый, зависящий от взрывов боевик в творчестве Жан-Клода Ван Дамма».
В 2013 году Den of Geek включил его на 4-е место в списке 10 лучших фильмов Ван Дамма.

### Другие отзывы
В 1995 году Ван Дамм сказал: «Сценарий «Трудной мишени» был плохим, но у нас было несколько отличных боевых сцен, и Джон Ву сделал меня похожим на самурая с сальными волосами».
В 1997 году Ву оглянулся на «Трудную мишень» , заявив, что это был «в некотором смысле довольно хлопотный фильм, но я довольно доволен тем, как получились боевые сцены».
Что касается приема фильма, Ву обвинил себя и свой «стиль»:  

"Пока мы снимали Трудную мишень, я пытался сделать его немного больше похожим на стиль гонконгского фильма, хотя это был американский фильм. Что поначалу не сработало, потому что я нашел аудиторию, в общем, не знакомую с гонконгским стилем. Тем временем я пытался сделать фильм немного более романтичным, а с другой стороны, я хотел, чтобы фильм выглядел как современный вестерн, потому что я без ума от вестернов. В любом случае, в Hard Target я был слишком амбициозен и пытался сделать все в одном фильме. Это не похоже ни на одно традиционное кино в Штатах, поэтому зрители не понимали, что происходит с этими приемами. Это не типичный голливудский боевик. И медленное движение. А также жестокие моменты тоже не выдержали зрители. А некоторые люди ушли из кинотеатра посреди фильма. Несмотря на то, что фильм не имел большого успеха, он хорошо продавался."

## Производство
Курт Рассел рассматривался на главную роль.
Финальной экшн-сценой фильма должна была стать погоня на катерах, но по настоянию Ван Дамма Джон Ву внёс коррективы, и в итоге погоня на катерах стала финальной для другого фильма Ву — «Без лица».